# Орь

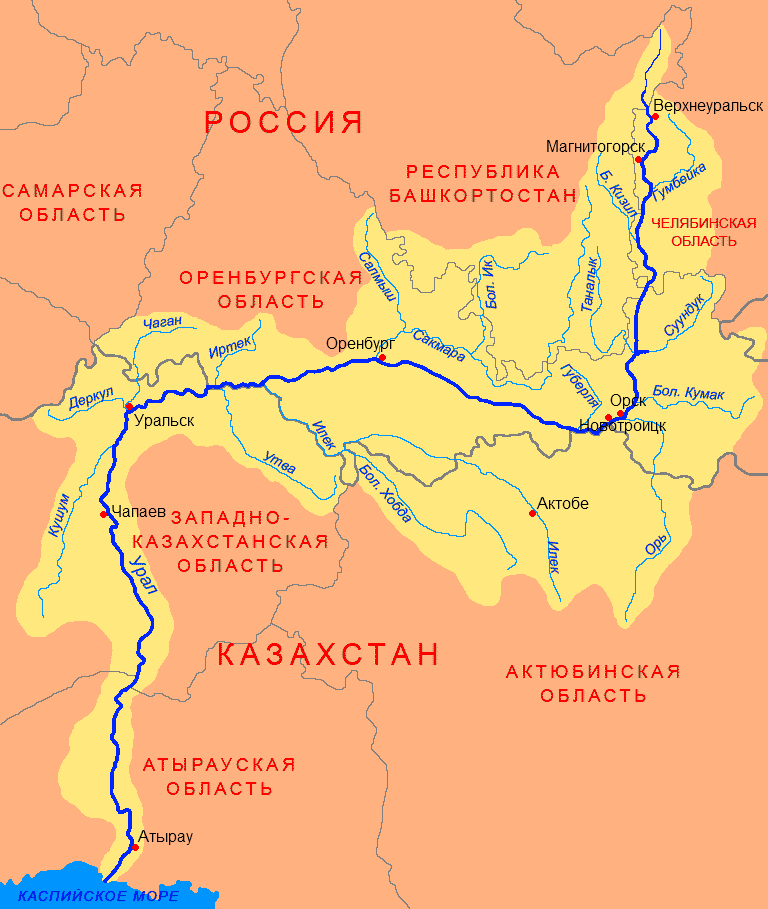
Бассейн Урала

Орь (каз. Ор) — река в Актюбинской области Казахстана и Оренбургской области России, левый приток Урала. Длина реки составляет 332 км, площадь водосборного бассейна — 18,6 тыс. км². Образуется при слиянии рек Шийли и Терисбутак, берущих начало на западных склонах Мугоджар.

## Этимология
Название реки Орь происходит от тюркского слова ор со значением «ров, канава», а также — «яма, лог, русло, овраг». С точки зрения семантики весьма приемлемая версия — на русском Севере зафиксированы многочисленные названия речек и ручьёв Ров.

## История
В 1735 году в месте впадения Ори в Урал была заложена Орская крепость с населённым пунктом Оренбург, который позднее был перенесён ниже по течению Урала (современный Оренбург — административный центр Оренбургской области), а на прежнем месте осталась лишь Орская крепость (ныне город Орск). Таким образом, Орь дала название двум существующим ныне городам.

## География
Питание в основном снеговое. Среднегодовой расход воды — в 61 км от устья 21,3 м³/с. Половодье с апреля до середины мая, в остальное время года глубокая межень. Замерзает во второй половине октября — ноябре, вскрывается в конце марта — апреле. Воды Ори используются для лиманного орошения и водоснабжения. Впадает в реку Урал, на месте впадения расположен город Орск.

## Притоки
(указано расстояние от устья)
- 38 км: Мендыбай
- 66 км: Ащебутак
- 69 км: Камсак
- 110 км: Мамыт